# Episodi de La grande vallata (terza stagione)
| nº | Titolo originale          | Titolo italiano             | Codice di produzione | Prima TV USA      | Prima TV Italia |
| -- | ------------------------- | --------------------------- | -------------------- | ----------------- | --------------- |
| 1  | Joaquin                   | Joaquin Murrieta è vivo     | (#7107)              | 11 settembre 1967 |                 |
| 2  | Ambush                    | Tre squaw in pericolo       | (#7117)              | 18 settembre 1967 |                 |
| 3  | A Flock of Trouble        | Un'insolita partita a poker | (#7111)              | 25 settembre 1967 |                 |
| 4  | Time After Midnight       | Poco dopo la mezzanotte     | (#7131)              | 2 ottobre 1967    |                 |
| 5  | Night in a Small Town     | Notte in una piccola città  | (#7121)              | 9 ottobre 1967    |                 |
| 6  | Ladykiller                | Una donna e un assassino    | (#7109)              | 16 ottobre 1967   |                 |
| 7  | Guilty                    | Colpevole                   | (#7115)              | 30 ottobre 1967   |                 |
| 8  | The Disappearance         | La sparizione               | (#7125)              | 6 novembre 1967   |                 |
| 9  | A Noose Is Waiting        | La forca ti attende         | (#7113)              | 13 novembre 1967  |                 |
| 10 | Explosion!: Part 1        | L'esplosione (1ª parte)     | (#7127)              | 20 novembre 1967  |                 |
| 11 | Explosion!: Part 2        | L'esplosione (2ª parte)     | (#7129)              | 27 novembre 1967  |                 |
| 12 | Four Days to Furnace Hill | 4 giorni a Fornace Hill     | (#7119)              | 4 dicembre 1967   |                 |
| 13 | Night of the Executioner  | La notte del boia           | (#7103)              | 11 dicembre 1967  |                 |
| 14 | Journey Into Violence     | Un'esplosione di violenza   | (#7137)              | 18 dicembre 1967  |                 |
| 15 | The Buffalo Man           | Il soldato di Buffalo       | (#7133)              | 25 dicembre 1967  |                 |
| 16 | The Good Thieves          | Il buon ladrone             | (#7101)              | 1º gennaio 1968   |                 |
| 17 | Days of Wrath             | I giorni dell'ira           | (#7139)              | 8 gennaio 1968    |                 |
| 18 | Miranda                   | Miranda                     | (#7143)              | 15 gennaio 1968   |                 |
| 19 | Shadow of a Giant         | L'ombra di un gigante       | (#7141)              | 29 gennaio 1968   |                 |
| 20 | Fall of a Hero            | La caduta di un eroe        | (#7123)              | 5 febbraio 1968   |                 |
| 21 | The Emperor of Rice       | L'imperatore del riso       | (#7135)              | 12 febbraio 1968  |                 |
| 22 | Rimfire                   | La miniera                  | (#7105)              | 16 febbraio 1968  |                 |
| 23 | A Bounty on a Barkley     | A caccia di un Barkley      | (#7145)              | 26 febbraio 1968  |                 |
| 24 | Devil's Masquerade        | La mascherata del diavolo   | (#7149)              | 4 marzo 1968      |                 |
| 25 | Run of the Savage         | Fuga di un selvaggio        | (#7147)              | 11 marzo 1968     |                 |
| 26 | The Challenge             | La sfida                    | (#7151)              | 18 marzo 1968     |                 |

## Joaquin Murrieta è vivo
- Titolo originale: Joaquin
- Diretto da: Virgil W. Vogel
- Scritto da: Ken Pettus

### Trama
Un neo-assunto al Ranch Barkley viene sospettato essere il famoso bandito Joaquin Murrieta, considerato morto da 10 anni.

## Tre squaw in pericolo
- Titolo originale: Ambush
- Diretto da: Virgil W. Vogel
- Scritto da: Margaret Armen

### Trama
Victoria, con l'aiuto di Simon Carter, cerca di proteggere tre donne Yaqui da spietati cacciatori che mirano al loro scalpo.

## Un'insolita partita a poker
- Titolo originale: A Flock of Trouble
- Diretto da: Virgil W. Vogel
- Scritto da: Michael Gleason

### Trama
Nick, durante una partita a poker, vince con l'inganno un gregge di pecore. Dopo un'iniziale decisione di sbarazzarsi degli animali, data l'insistenza dei propri vicini, finisce per tenerli, considerandola una questione di principio.

## Poco dopo la mezzanotte
- Titolo originale: Time After Midnight
- Diretto da: Charles S. Dubin
- Scritto da: Steven W. Carabatsos

### Trama
Dop subisce un attentato in modo che non possa proseguire nel processo, mentre Jarrod rimane temporaneamente cieco. La famiglia lo incoraggia a continuare con il caso e lo assiste al processo.

## Notte in una piccola città
- Titolo originale: Night in a Small Town
- Diretto da: Virgil W. Vogel
- Scritto da: Don Ingalls

### Trama
Tom Wills viene nominato sceriffo in una piccola città, tenendo tutti sotto controllo. Heath è disturbato dall'eccessivo potere che il suo amico ha acquisito.

## Una donna e un assassino
- Titolo originale: Ladykiller
- Diretto da: Norman S. Powell
- Scritto da: Jay Simms

### Trama
Nick corre il rischio di diventare l'ultima vittima di una famiglia che assassina uomini ospitati nel loro hotel. Quando intuiscono la sua identità comprendono che se la figlia maggiore sposasse un Barkley, si sistemerebbero tutti per sempre.

## Colpevole
- Titolo originale: Guilty
- Diretto da: Paul Henreid
- Scritto da: Harry Kronman

### Trama
Un cliente di Jarrod di nome Jeff Bowden è stato condannato per l'omicidio di un prete, ma l'avvocato lo ritiene innocente pensando di poter vincere in appello. Quando Bowden scappa durante il suo trasferimento alla prigione, Jarrod interviene per evitare che lui o chiunque altro venga ferito.

## La sparizione
- Titolo originale: The Disappearance
- Diretto da: Virgil W. Vogel
- Scritto da: Michael Gleason

### Trama
Audra e Victoria si sono fermate per la notte in una piccola città, sede di un'annuale fiera del bestiame che cade proprio in quei giorni. Prima di cena, Victoria si stende sul letto e si assopisce. Al risveglio scopre che Audra, che occupava la stanza accanto, è scomparsa, e il gestore dell'albergo, mentendo, nega che essa abbia mai alloggiato lì, sostenendo che Victoria fosse sola. Ella si rivolge dunque allo sceriffo Roy Kingstone, anziano e indebolito dagli anni e dall'alcool, che all'inizio sembra non credere alle parole di Victoria. Ciò non ostante interroga il gestore dell'albergo ed il personale di servizio – che negano decisamente la presenza della ragazza – e ispeziona la stanza occupata da Audra, che risulta addirittura occupata da un altro cliente. Victoria ha un tracollo nervoso, mentre Kingstone sembra cominciare a dar credito al racconto della donna. Così, incalzando l'albergatore, lo mette alle strette e prospettandogli l'arresto, affinché i rapitori pensino che abbia confessato e li abbia denunciati. L'albergatore, reso come folle dal terrore che in quanto testimone scomodo, venisse assassinato dai rapitori, fugge in strada, dove però l'aiuto sceriffo – in realtà complice dei criminali, e che spesso sbeffeggia e umilia Kingstone – lo uccide. Victoria, rendendosi conto che lo stesso sceriffo è in qualche modo coinvolto, finge di darsi pace e di partire con la prossima diligenza, abbandonando la ricerca della figlia. In realtà ella ritorna nottetempo in città, introducendosi nascostamente nel sotterraneo dell'albergo, dove in effetti è rinchiusa e narcotizzata Audra, tentando di liberarla. Vengono però scoperte dai malviventi; giunge anche lo sceriffo, che effettivamente sapeva tutto e, benché malvolentieri, faceva parte del complotto. Si viene poi a scoprire che Audra era malata di carbonchio, malattia assai contagiosa e grave per il bestiame. Se si fosse diffusa la notizia della presenza in città d'una persona contagiata, i clienti sarebbero fuggiti, mandando deserta la fiera, unica fonte di benessere e di ricchezza per il paese e per gli allevatori locali, di cui del resto i fuorilegge fanno parte: il piano originale, dunque, era di tenere segregata la ragazza e nascosta la sua malattia fino al termine della fiera, per poi rilasciarla. Ma l'intervento di Victoria, che aveva scoperto tutto e che certamente avrebbe denunciato l'accaduto, aveva indotto i rapitori a decidere sul momento di eliminare madre e figlia. Lo sceriffo, tuttavia, spinto da un aspro rimprovero di Victoria e non potendo tollerare l'assassinio di due donne, uccide in uno scontro a fuoco i due principali membri della banda, liberando infine le due donne.

## La forca ti attende
- Titolo originale: A Noose Is Waiting
- Diretto da: Joseph A. Mazzuca
- Scritto da: Arthur Browne, jr.

### Trama
Due uomini sono stati ritrovati impiccati con accanto un biglietto in cui si dice che una terza persona morirà per espiare i suoi peccati: Victoria Barkley.

## L'esplosione (1ª parte)
- Titolo originale: Explosion!: Part 1
- Diretto da: Virgil W. Vogel
- Scritto da: John O'Dea, Arthur Rowe

### Trama
L'unico modo per fermare un incendio che si dirige verso la città è usare la Nitroglicerina. Il primo tentativo di portare la nitoglicerina vicino all'incendio si conclude con la morte degli uomini che la trasportavano. Visto l'imminente pericolo i fratelli Barkley decidono di trasportare loro la nitro, sperando che la famosa fortuna della famiglia li aiuti.

## L'esplosione (2ª parte)
- Titolo originale: Explosion!: Part 2
- Diretto da: Virgil W. Vogel
- Scritto da: John O'Dea, Arthur Rowe

### Trama
I Barkley iniziano l'impresa di portare la nitro vicino all'incendio nel tentativo di fermarlo con un muro di fuoco.

## 4 giorni a Fornace Hill
- Titolo originale: Four Days to Furnace Hill
- Diretto da: Virgil W. Vogel
- Scritto da: Ken Pettus

### Trama
Durante un viaggio verso una prigione nel deserto una donna incarcerata viene uccisa per sbaglio dalle guardie. Per evitare di perdere i 100 $ di ricompensa, la sostituiscono con Victory, che gli aveva chiesto aiuto dopo la rottura del suo calesse.

## La notte del boia
- Titolo originale: Night of the Executioner
- Diretto da: Virgil W. Vogel
- Scritto da: Mel Goldberg

### Trama
Un uomo politico viene assassinato vicino ad una città; il principale sospetto è un alcolizzato. Heath, accampato da quelle parti, si imbatte nell'assassino e lo descrive allo sceriffo. Ma stranamente l'uomo visto da Heath, però, risultava essere in prigione al momento dell'omicidio.

## Un'esplosione di violenza
- Titolo originale: Journey Into Violence
- Diretto da: Arnold Laven
- Scritto da: Arthur Browne, jr.

### Trama
Heath è accusato da una banda guidata da un religioso di aver ucciso uno di loro per cui viene condannato a servire come schiavo la vedova dell'uomo.

## Il soldato di Buffalo
- Titolo originale: The Buffalo Man
- Diretto da: Joseph A. Mazzuca
- Scritto da: Margaret Armen

### Trama
Victoria assume tre condannati per raccogliere le pesche. La violenza del comportamento del supervisore, in particolare con un ex-soldato di colore, suscita il suo orrore.

## Il buon ladrone
- Titolo originale: The Good Thieves
- Diretto da: Joseph A. Mazzuca
- Scritto da: Dan Ullman

### Trama
Nick e Heath attraversano la linea di confine per riportare indietro due fratelli fuorilegge, rei di aver ferito Jarrod durante una rapina. Trovano una città che li considera come benefattori e non hanno nessuna intenzione di aiutare i Barkley nel loro piano.

## I giorni dell'ira
- Titolo originale: Days of Wrath
- Diretto da: Virgil W. Vogel
- Scritto da: Ken Pettus

### Trama
Jarrod cerca di vendicare la morte della propria moglie uccisa da un uomo che aveva contribuito a mettere in prigione.

## Miranda
- Titolo originale: Miranda
- Diretto da: Paul Henreid
- Scritto da: Ken Pettus

### Trama
Un ricco messicano, amico dei Barkley, chiede loro di custodire una preziosa collana. Miranda, una rivoluzionaria messicana, giunge al ranch con alcuni suoi uomini, progettando di rubare la collana e riportarla in Messico per aiutare a finanziare la rivoluzione. Il piano fallisce, ma si scopre poi che il ricco messicano non è il legittimo proprietario bensì essa appartiene allo Stato messicano.

## L'ombra di un gigante
- Titolo originale: Shadow of a Giant
- Diretto da: Norman S. Powell
- Scritto da: Sasha Gilien e Mel Goldberg

### Trama
Nick e Heath si uniscono ad un gruppo di uomini, comandati da Seth Campbell, incaricati di stanare dei criminali. Tutti considerano Seth Campbell una leggenda, ma Heath la pensa diversamente.

## La caduta di un eroe
- Titolo originale: Fall of a Hero
- Diretto da: Virgil W. Vogel
- Scritto da: David Moessinger

### Trama
Heath è accusato di un omicidio che non ricorda di aver commesso. Quando un amico avvocato di Jarrod potrebbe scagionarlo attraverso un imbroglio, rifiuta, dicendo che vuole scoprire se è realmente colpevole.

## L'imperatore del riso
- Titolo originale: The Emperor of Rice
- Diretto da: Virgil W. Vogel
- Scritto da: Mel Goldberg

### Trama
Walter Master è un vecchio amico di Victoria, a breve monopolista della vendita del riso in California. Quando Victoria si rifiuta di vendere a lui il riso, preferendo dei suoi rivali cinesi, la moglie di Master lo convince a rapirla cercando di costringerla con la tortura.

## La miniera
- Titolo originale: Rimfire
- Diretto da: Charles S. Dubin
- Scritto da: Margaret Armen

### Trama
Jarrod si trova a Rimfire per unire la miniera Barkley con un'altra miniera appartenente ad un loro socio. In mezzo alle due miniere però ce ne è un'altra di proprietà di una coppia cinese che si rifiutano di vendere, questo contribuisce ad aumentare la tensione.

## A caccia di un Barkley
- Titolo originale: A Bounty on a Barkley
- Diretto da: Arnold Laven
- Scritto da: John O'Dea e Jay Simms

### Trama
Nick corteggia una donna ignorando che lei ha un marito sicario. Lei prima non sa come dirglielo, poi decide di sottrarsi al corteggiamento.

## La mascherata del diavolo
- Titolo originale: Devil's Masquerade
- Diretto da: Paul Henreid
- Scritto da: Sasha Gilien e Mel Goldberg

### Trama
Jim Nord attende dall'est la sposa promessa, ma Heath sospetta che la donna non sia veramente chi dice di essere.

## Fuga di un selvaggio
- Titolo originale: Run of the Savage
- Diretto da: Virgil W. Vogel
- Scritto da: Don Ingalls

### Trama
Il giovane Danny Wiggins sembra manifestare problemi di comportamento. Nick cerca di dargli una mano prima che sia troppo tardi.

## La sfida
- Titolo originale: The Challenge
- Diretto da: Virgil W. Vogel
- Scritto da: Margaret Armen

### Trama
Victoria, e il suo amico di vecchia data il senatore Bannard, vengono ricattati da un rivale politico di Bannard, a causa di una "foto compromettente".